# 壷井彰久
壷井 彰久（つぼい あきひさ、1970年12月1日 - ）は、日本のヴァイオリニスト。神奈川県横浜市生まれ、海老名市で育つ。英語表記はAkihisa Tsuboy。

## 経歴
3歳からヴァイオリンを習う。中学、高校時代はバンドでキーボードを演奏。大学生のときにキング・クリムゾンのコピーバンドに参加。当初はキーボードを担当していたが、デヴィッド・クロスの演奏を聞きエレクトリック・ヴァイオリンを購入し弾き始める。
1992年、自己のバンド「KBB」を結成。2000年、フランスのMUSEAレコード（英語版）よりKBBの1stアルバム『Lost and Found』を発表。2003年には2ndアルバム『Four Corner's Sky』をリリースした。音楽評論家のFrançois Coutureはオールミュージックにおいて同アルバムに5点満点中4.5点を付け「壷井彰久はすばらしいヴァイオリン奏者だ。彼はジャン＝リュック・ポンティ、ジェリー・グッドマン、デヴィッド・クロス、エディ・ジョブソンに敬意を表しながらも、荒々しい感触に裏打ちされたソロ演奏で、自分の個性を出している」と評している。
2005年にはライブアルバム『Live 2004』をリリースした。音楽評論家のFrançois Coutureはオールミュージックにおいて同アルバムに5点満点中3.5点を付け「明らかなマハヴィシュヌ・オーケストラからの参照が裏目に出た可能性もある」としつつも「彼（＝壷井彰久）は日本でもっともエキサイティングなヴァイオリン奏者のひとりだ」と評している。
KBBと並行して、2000年よりギタリスト鬼怒無月とのデュオ「Era」でも活動。同デュオの1stアルバム『era』（2002年）は、CDジャーナルにおいて「アジアン・テイストのワールド・ミュージック系とプログレ・ロック好きにはたまらない一枚」と評された。2004年8月19日に新宿ピット・インで行われたEraのライブで、エレクトリック・ヴァイオリンを演奏し始めるきっかけとなったデヴィッド・クロスと共演した。
その他、能管奏者一噌幸弘のグループ「しらせ」、ギタリスト太田光宏、アコーディオン奏者藤野由佳とのトリオ「オオフジツボ」、ピアニストshezooによるリーダー・グループ「Trinite」などで活動している。
2004年6月にはフランスのプログレッシブ・ロック・バンドであるザオの日本公演にゲスト参加。その模様はアルバム『イン・トーキョー』に収録された。

## 主な作品
ソロアルバム
- 一人天下（2021年7月10日）

KBB
- Lost and Found（2000年10月16日）
- Four Corner's Sky（2003年9月）
- LIVE 2004（2005年10月）
- Proof of Concept（2007年8月19日）
- Age of Pain（2013年8月21日）

Era
- Era（2002年12月14日）
- TOTEM（2004年5月26日）
- Three Colors of the Sky（2006年6月）
- 忘れられた舟（2010年3月5日）
- TOTEM <Re-Recording Version>（2012年5月23日）
- Forest is Burning（2019年10月30日）
- Three Colors of the Sky:Re-Recording（2020年9月16日）
- Era :Re-Recording（2021年8月11日）

Strings Arguments
- VERY VERY 1st LIVE THE ENCOUNTER（2003年3月）

AUSIA
- kasa kasa（2003年11月）

エレファント・トーク
- 夜のボタン（2003年12月）

ポチャカイテ・マルコ
- LAYA（2004年11月3日）
- DOPPELGANGER（2006年12月22日）

一噌幸弘グループ「しらせ」
- ふ、ふ、ふ、●一噌幸弘・しらせLIVE（2006年9月27日）
- よしのぼり（2008年7月25日）

Zao
- In Tokyo（2007年12月21日）

オオフジツボ
- 空の鼓動（2008年7月13日）
- 夢のあと（2011年7月10日）
- 光の奧（2014年12月28日）
- 耀の遠心（2015年5月31日）
- 希求の丘（2020年10月28日）

WAWAWAWA
- ヤモリの目 Gecko's Eyes（2010年5月1日）

是巨人 with 壷井彰久
- DOLDRUMS（2011年12月14日）

Trinite
- prayer（2012年8月19日）
- 月の歴史 Moons（2015年7月30日）
- 神々の骨 God's Bone（2016年9月30日）
- Prayer -sabato santo-（2018年6月13日）

オオフジツボとリタ
- 夕暮れの声（2013年12月22日）
- 螺旋の刻印（2017年4月2日）

サイバー民族団
- Cyberthnic（2019年7月1日）
- Cyber Dawn（2020年9月16日）
- Cyber Cycle（2022年8月29日）

タニクミとオオフジツボ
- アレキサンドライトの冒険（2019年10月27日）

## 出演
KBB
- 2004年3月5日 - メキシコで開催された「バハ・プログ」に出演。
- 2006年6月24日 - アメリカ合衆国で開催された「NEARfest 2006（英語版）」に出演。
- 2008年5月3日 - フランスで開催された「Prog'Sud 2008（フランス語版）」に出演。
- 2009年5月2日 - ポルトガルで開催された「Gouveia Art Rock 2009（ポルトガル語版）」に出演。
- 2013年8月17日 - フランスで開催された「Crescendo Festival 2013（フランス語版）」に出演。